# الإسلام في بالاو
يمارس الإسلام في بالاو من قبل ما يقرب من 500 مسلم بنغالي,ومؤخرا سمح لعدد قليل من الأويغور المحتجزين في غوانتانامو ليستقروا في الجزيرة.كما ويوجد مسجدين في بالاو يقع واحد منهما في كورور.